# Абрамянц, Александр Львович
Александр Львович Абрамянц (род. 10 июля 1964 год, Ростов-на-Дону) — заслуженный тренер РСФСР (приказ № 4 от 27 ноября 1991) по гребле на байдарках и каноэ

## Биография
Александр Абрамянц получил высшее образование в Ростовском государственном педагогическом институте. В  2000 и 2004.. 2008  годах был тренером сборной команды России по гребле на каноэ на Олимпийских играх. Среди его учеников — призёры ОИ 2004 и 2008, четырёхкратный чемпион мира Александр Костоглод, Ковалёв А., Улегин С., трёхкратные чемпионы мира Р. Кругляков и А. Кабанов.Ладоша В.Игнатов Е
Александр Костоглод стал заниматься спортом благодаря своему первому и единственному тренеру Александру Львовичу Абрамянцу. Когда ему было 15 лет, в школу, где учился будущий спортсмен, пришёл тренер и пригласил всех желающих начать заниматься греблей. Среди заинтересовавшихся был и Александр Костоглод, который на протяжении всей своей спортивной карьеры тренируется только у Абрамянца. Когда 22 января 2014 года в Ростове-на-Дону начался старт эстафеты Олимпийского огня, среди спортсменов, которые несли факел зимней Олимпиады, был Александр Костоглод.
Александр Абрамянц — тренер спортсмена Евгения Игнатова, мастера спорта международного класса по гребле на байдарках и каноэ, одержавшего победу на Чемпионате Мира в каноэ-двойке на дистанции 200 метров.
В 2008 году Александр Абрамянц решением городской думы четвёртого созыва получил материальное поощрение в качестве тренера спортсмена, завоевавшего серебряную медаль в гребле на байдарках и каноэ
Указом губернатора Ростовской области № 55 от 19 июня 2012 года как тренер-преподаватель по спорту в «Специализированной детско-юношеской спортивной школе олимпийского резерва № 5» был награждён медалью ордена «За заслуги перед Ростовской областью» в 2012 году
.Орден Дружбы (указ № 547 от 5 мая 2010).